# Mario Jorge Álvarez
Mario Jorge Álvarez (Choele Choel, 11 de junio de 1969-Choele Choel; 9 de noviembre de 2019), conocido como Cota Álvarez, fue un futbolista argentino que jugó de delantero.

## Biografía
Fue ídolo en Atlético Tucumán, Olimpo y Bella Vista. Anotó 117 goles en 239 partidos jugados.
Falleció el 9 de noviembre de 2019 a los cincuenta años a consecuencia de un infarto en Choele Choel (Río Negro).

## Clubes
| Club                              | País      | Año       |
| --------------------------------- | --------- | --------- |
| Sportsman Club (Choele Choel)     | Argentina | 1987-1990 |
| Cipolletti                        | Argentina | 1990-1991 |
| Bella Vista                       | Argentina | 1991-1994 |
| Olimpo                            | Argentina | 1995-1997 |
| Club Atlético Tucumán             | Argentina | 1997-1998 |
| Pumas UNAM                        | México    | 1998-1999 |
| Deportivo Quito                   | Ecuador   | 2000-2001 |
| Barcelona SC                      | Ecuador   | 2001-2002 |
| Club Cipolletti                   | Argentina | 2002      |
| Independiente Rivadavia (Mendoza) | Argentina | 2003-2004 |
| FK Dinamo Tirana                  | Albania   | 2005      |
| Bella Vista                       | Argentina | 2006      |
| Independiente (N)                 | Argentina | 2007-2008 |
| Ñuñorco                           | Argentina | 2009      |
| Sportsman Club (Choele Choel)     | Argentina | 2012      |